# 阿爾莫隆加 (克薩爾特南戈省)

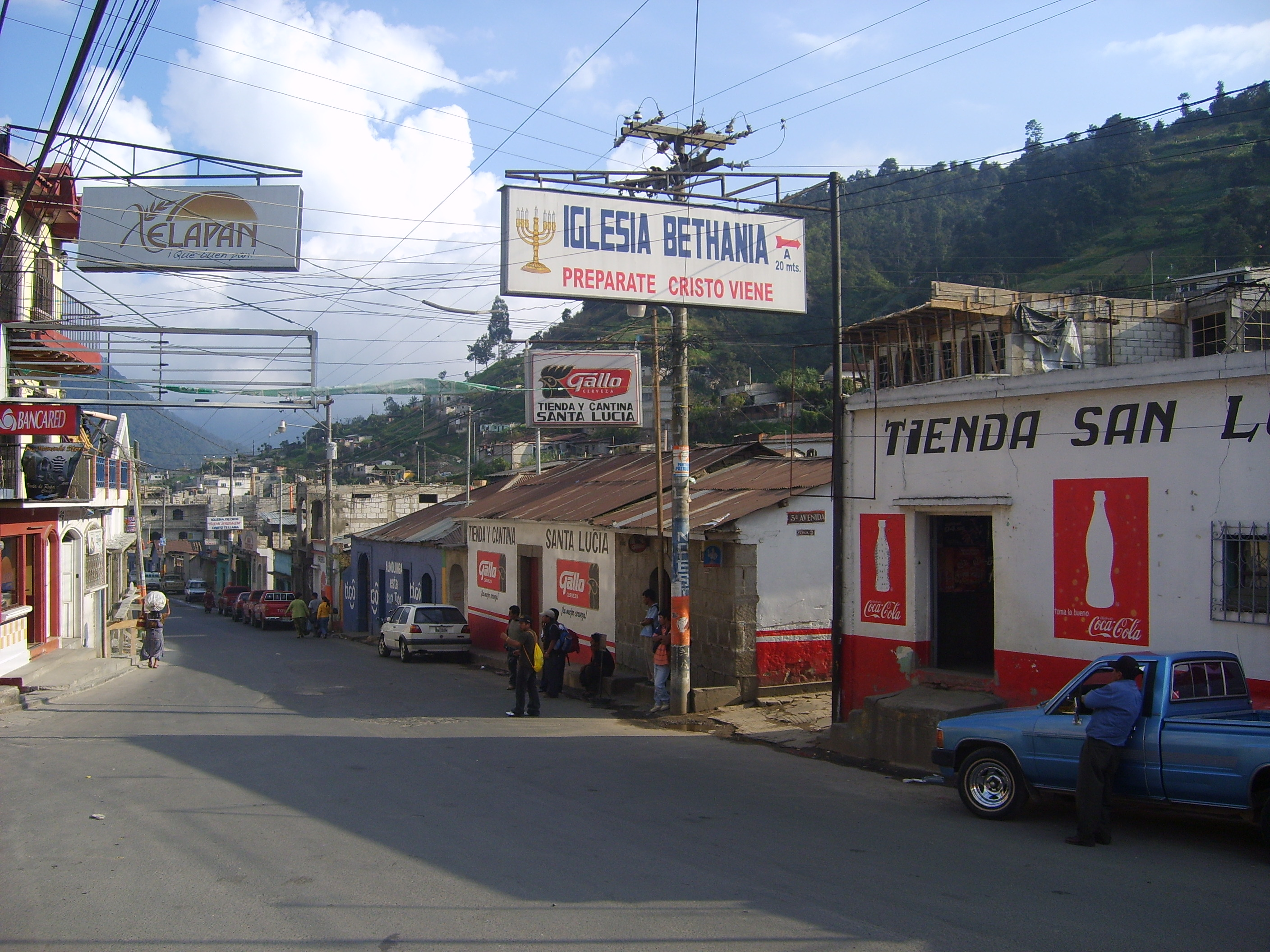

阿爾莫隆加是危地馬拉的城鎮，由克薩爾特南戈省負責管轄，位於該國西南部，距離首府克薩爾特南戈5公里，面積20平方公里，海拔高度2,251米，2010年人口17,186。
14°48′44″N 91°29′40″W / 14.81222°N 91.49444°W